# Liste des anciennes communes du Val-de-Marne
| Fusions - Commune issue d'une fusion                                    |
| Créations - Commune issue d’un démembrement d'une ou plusieurs communes |

Carte présentant les modifications des limites des communes du Val-de-Marne depuis 1789.

Depuis la Révolution française, plusieurs communes du Val-de-Marne ont subi des modifications de périmètre territorial — par le biais de fusions ou de démembrements — ou le passage d'un hameau d'une commune à une autre ou bien des changements de nom, que la liste s’attache à présenter. Elle ne contient pas les rectifications ou les modifications des limites entre les communes.

## Contexte
Alors que les communes d’Ancien Régime sont supprimées par les décrets du 4 août 1789 de l’Assemblée constituante, une nouvelle forme communale émerge en France avec le décret législatif du 14 décembre 1789 concernant la constitution des municipalités. Le Législateur révolutionnaire, dans une logique de rationalisation, souhaite uniformiser les dénominations des plus petites structures d’administration territoriale. C’est sous la Convention, par un décret du 10 brumaire an II, que le terme « commune » est harmonisé à tous les anciens bourgs, villes, paroisses ou communautés.
Le département du Val-de-Marne a été créé le 1er janvier 1968, en application de la loi du 10 juillet 1964 portant réorganisation de la région parisienne. Le département comprend 18 communes de l'ancien département de Seine-et-Oise et 29 communes de l'ancien département de la Seine. La liste ci-dessous comprend donc les modifications effectuées sur les communes du département, basées sur son périmètre actuel. Ces modifications peuvent être antérieur à sa création et elles commencent à partir de 1790. Le département dénombre donc 47 communes aujourd'hui (au 1er janvier 2025).

## Transformations par type

### Fusion
| Commune créée     | Communes supprimées      | Régime        | Décision                                                | Date d’effet                                            |
| ----------------- | ------------------------ | ------------- | ------------------------------------------------------- | ------------------------------------------------------- |
| Charenton-le-Pont | Charenton-le-Pont        | Fusion simple | Loi du 16 juin 1859                                     | 1er janvier 1860                                        |
| Charenton-le-Pont | Bercy                    | Fusion simple | Loi du 16 juin 1859                                     | 1er janvier 1860                                        |
| Saint-Maur        | Saint-Maur               | Fusion simple | Arrêté du directoire du département du 5 décembre 1791, | Arrêté du directoire du département du 5 décembre 1791, |
| Saint-Maur        | La Varenne-Saint-Hilaire | Fusion simple | Arrêté du directoire du département du 5 décembre 1791, | Arrêté du directoire du département du 5 décembre 1791, |
| Limeil-Brévannes  | Limeil                   | Fusion simple | Fusion effectué entre 1790 et 1794                      | Fusion effectué entre 1790 et 1794                      |
| Limeil-Brévannes  | Brévannes                | Fusion simple | Fusion effectué entre 1790 et 1794                      | Fusion effectué entre 1790 et 1794                      |

### Création et suppression
| Nom                              | Commune affectée       | Mode de création            | Décision                             | Date d’effet                         |
| -------------------------------- | ---------------------- | --------------------------- | ------------------------------------ | ------------------------------------ |
| Cachan                           | Arcueil-Cachan         | Démembrement et suppression | Loi du 26 décembre 1922              | 29 décembre 1922                     |
| Arcueil                          | Arcueil-Cachan         | Démembrement et suppression | Loi du 26 décembre 1922              | 29 décembre 1922                     |
| Le Plessis-Trévise               | Chennevières-sur-Marne | Démembrement                | Loi du 7 juillet 1899                | 10 juillet 1899                      |
| Le Plessis-Trévise               | La Queue-en-Brie       | Démembrement                | Loi du 7 juillet 1899                | 10 juillet 1899                      |
| Le Plessis-Trévise               | Villiers-sur-Marne     | Démembrement                | Loi du 7 juillet 1899                | 10 juillet 1899                      |
| Le Kremlin-Bicêtre               | Gentilly               | Démembrement                | Loi du 13 décembre 1896              | 18 décembre 1896                     |
| Le Perreux                       | Nogent-sur-Marne       | Démembrement                | Loi du 28 février 1887               | 3 mars 1887                          |
| Alfortville                      | Maisons-Alfort         | Démembrement                | Loi du 1er avril 1885                | 4 avril 1885                         |
| La Branche-du-Pont-de-Saint-Maur | Saint-Maur             | Démembrement                | Création en commune autonome en 1790 | Création en commune autonome en 1790 |

### Modification du nom officiel
| Nom                   | Ancien nom                       | Décision                       | Date d’effet                   |
| --------------------- | -------------------------------- | ------------------------------ | ------------------------------ |
| Mandres-les-Roses     | Mandres                          | Décret du 27 septembre 1958    | 3 octobre 1958                 |
| Ormesson-sur-Marne    | Ormesson                         | Décret du 19 janvier 1927      | 29 janvier 1927                |
| Chevilly-Larue        | Chevilly                         | Décret du 15 septembre 1920    | 26 septembre 1920              |
| Le Perreux-sur-Marne  | Le Perreux                       | Décret du 15 septembre 1920    | 26 septembre 1920              |
| L'Haÿ-les-Roses       | L'Haÿ                            | Décret du 10 mai 1914          | 18 mai 1914                    |
| Bonneuil-sur-Marne    | Bonneuil                         | Décret du 2 mai 1897           | 9 mai 1897                     |
| Champigny-sur-Marne   | Champigny                        | Décret du 2 mai 1897           | 9 mai 1897                     |
| Ivry-sur-Seine        | Ivry                             | Décret du 2 mai 1897           | 9 mai 1897                     |
| Saint-Maur-des-Fossés | Saint-Maur                       | Décret du 2 mai 1897           | 9 mai 1897                     |
| Vitry-sur-Seine       | Vitry                            | Décret du 2 mai 1897           | 9 mai 1897                     |
| Arcueil-Cachan        | Arcueil                          | Décret du 27 avril 1894        | Décret du 27 avril 1894        |
| Saint-Maurice         | Charenton-Saint-Maurice          | Ordonnance du 25 décembre 1842 | Ordonnance du 25 décembre 1842 |
| Joinville-le-Pont     | La Branche-du-Pont-de-Saint-Maur | Ordonnance du 19 août 1831     | Ordonnance du 19 août 1831     |

### Modifications de limites communales
| La commune de ...                                  | ... cède du territoire à la commune de ...         | Précisions                                | Décision                              |
| -------------------------------------------------- | -------------------------------------------------- | ----------------------------------------- | ------------------------------------- |
| Créteil                                            | Valenton                                           | Superficie de 5 ha 65 a 91 ca             | Décret du 22 novembre 2007            |
| Valenton                                           | Créteil                                            | Superficie de 5 ha 65 a 91 ca             | Décret du 22 novembre 2007            |
| Choisy-le-Roi                                      | Alfortville                                        | Superficie de 19 a 88 ca                  | Décret du 25 avril 2002               |
| Alfortville                                        | Choisy-le-Roi                                      | Superficie de 21 a 06 ca                  | Décret du 25 avril 2002               |
| Créteil                                            | Maisons-Alfort                                     | Superficie de 1 ha 39 a 55 ca             | Décret du 26 mars 2001                |
| Maisons-Alfort                                     | Créteil                                            | Superficie de 3 ha 58 a 72 ca             | Décret du 26 mars 2001                |
| Fresnes                                            | L'Haÿ-les-Roses                                    | Superficie de 2 ha 36 a 04 ca             | Décret du 23 novembre 1999            |
| Joinville-le-Pont                                  | Saint-Maurice                                      | Superficie de 1 ha 84 a 09 ca             | Décret du 21 janvier 1993             |
| Champigny-sur-Marne                                | Villiers-sur-Marne                                 | Superficie de 19 a 27 ca                  | Décret du 29 juin 1992                |
| Villiers-sur-Marne                                 | Champigny-sur-Marne                                | Superficie de 1 ha 19 a 70 ca             | Décret du 29 juin 1992                |
| Villejuif                                          | L'Haÿ-les-Roses                                    | Superficie de 84 a 39 ca                  | Décret du 26 février 1988             |
| L'Haÿ-les-Roses                                    | Villejuif                                          | Superficie de 84 a 39 ca                  | Décret du 26 février 1988             |
| Villejuif                                          | Cachan                                             | Superficie de 5 ha 28 a 40 ca             | Décret du 24 octobre 1986             |
| Cachan                                             | Villejuif                                          | Superficie de 30 a 94 ca                  | Décret du 24 octobre 1986             |
| Sucy-en-Brie                                       | Bonneuil-sur-Marne                                 | Superficie de 2 ha 96 a 36 ca             | Décret du 10 juin 1985                |
| Bonneuil-sur-Marne                                 | Sucy-en-Brie                                       | Superficie de 2 ha 96 a 36 ca             | Décret du 10 juin 1985                |
| Vitry-sur-Seine                                    | Ivry-sur-Seine                                     | Superficie de 1 ha 47 a 66 ca             | Décret du 7 novembre 1981,            |
| Ivry-sur-Seine                                     | Vitry-sur-Seine                                    | Superficie de 25 a 25 ca                  | Décret du 7 novembre 1981,            |
| Orly                                               | Thiais                                             | 5 habitants Superficie de 3 ha 75 a 92 ca | Décret du 22 novembre 1978            |
| Thiais                                             | Orly                                               | Superficie de 3 ha 32 a 19 ca             | Décret du 22 novembre 1978            |
| Villecresnes Brunoy (91)                           | Brunoy (91) Villecresnes                           |                                           | Décret du 7 décembre 1972             |
| Villeneuve-Saint-Georges                           | Montgeron (91)                                     | 21 habitants                              | Décret du 18 juin 1969                |
| Crosne (91)                                        | Villeneuve-Saint-Georges                           |                                           | Décret du 6 octobre 1967              |
| Villeneuve-Saint-Georges                           | Crosne (91)                                        | 127 habitants                             | Décret du 6 octobre 1967              |
| Orly                                               | Choisy-le-Roi                                      | 572 habitants                             | Arrêté préfectoral du 12 janvier 1966 |
| Vitry-sur-Seine                                    | Ivry-sur-Seine                                     | 1 325 habitants                           | Arrêté préfectoral du 20 juin 1964    |
| Athis-Mons (91) Ablon-sur-Seine Villeneuve-le-Roi  | Ablon-sur-Seine Villeneuve-le-Roi Athis-Mons (91)  |                                           | Arrêté préfectoral du 27 mai 1963     |
| Bry-sur-Marne Noisy-le-Grand (93)                  | Noisy-le-Grand (93) Bry-sur-Marne                  |                                           | Décret du 12 juillet 1938             |
| Vitry-sur-Seine Ivry-sur-Seine                     | Ivry-sur-Seine Vitry-sur-Seine                     |                                           | Arrêté préfectoral du 17 mars 1942    |
| Le Kremlin-Bicêtre Ivry-sur-Seine                  | Ivry-sur-Seine Le Kremlin-Bicêtre                  |                                           | Arrêté préfectoral du 3 mars 1941     |
| Créteil Maisons-Alfort                             | Maisons-Alfort Créteil                             |                                           | Loi du 11 avril 1902                  |
| Le Perreux Neuilly-Plaisance (93) Villemomble (93) | Neuilly-Plaisance (93) Villemomble (93) Le Perreux |                                           | Loi du 19 février 1902                |
| Nogent-sur-Marne Joinville-le-Pont                 | Joinville-le-Pont Nogent-sur-Marne                 |                                           | Loi du 10 avril 1897                  |
| Châtillon (92) Bagneux (92) Arcueil Gentilly       | Montrouge (92)                                     |                                           | Loi du 31 juillet 1875                |
| Saint-Maurice                                      | Joinville-le-Pont                                  |                                           | Décret du 2 mai 1868                  |
| Vincennes                                          | Saint-Mandé                                        |                                           | Décret du 15 février 1868             |
| Ivry                                               | 13e arrondissement de Paris                        | Quartier de la Gare                       | Loi du 16 juin 1859                   |
| Saint-Mandé                                        | 12e arrondissement de Paris                        | Quartier du Bel-Air                       | Loi du 16 juin 1859                   |
| Nogent-sur-Marne                                   | Fontenay-sous-Bois                                 | Fort de Nogent-sur-Marne                  | Loi du 5 août 1851                    |
| Villejuif                                          | Gentilly                                           | Fort de Bicêtre                           | Loi du 5 août 1851                    |
| Vitry                                              | Ivry                                               | Fort d'Ivry                               | Loi du 5 août 1851                    |
| Bagneux (92)                                       | Arcueil                                            | Fort de Montrouge                         | Loi du 5 août 1851                    |